# Spinomantis guibei
Spinomantis guibei es una especie de anfibio de la familia Mantellidae.
Es endémica de Madagascar.
Su hábitat natural incluye montanos tropicales o subtropicales secos y áreas rocosas.
Está amenazada de extinción por la pérdida de su hábitat natural.